# Sa Pobla
Sa Pobla è un comune spagnolo di 12 766 abitanti situato nella comunità autonoma delle Baleari.